# NRP Afonso Cerqueira (F488)
La NRP Afonso Cerqueira (F488) fue una corbeta de clase Baptista de Andrade de la Marina Portuguesa. De esta clase aún se encuentra en el activo el NRP João Roby. 
Con base en Lisboa, tuvo como función desempeñar misiones de vigilancia y de salvamento en Azores, Madera y en la Zona Económica Exclusiva. También desempeñó ejercicios de entrenamiento nacionales e internacionales con otras fuerzas navales.
La antigua corbeta Afonso Cerqueira entró al servicio de la Marina en 28 de junio de 1975. La vida operacional del navío terminó en 11 de marzo de 2015 con el arriamiento de los símbolos nacionales.
El navío fue hundido el día 4 de septiembre de 2018 al sur del cabo Girão, en la costa de la isla de Madeira, donde el antiguo NRP Afonso Cerqueira irá a cumplir su última misión, crear un arrecife artificial para proporcionar un hábitat a incontables especies marinas.

## Armamento y equipamiento
- 1 pieza de 100mm Creusot-Loire
- 2 piezas Bofors de 40mm/70
- 1 radar de navegación KH5000 Nucleus
- 1 radar de navegación Kelvin Hughes 1007
- 1 girocompás Arma Brown

## Historia
- El 11 de febrero de 2014 se informó que la Marina preveía abatir durante 2014 dos navíos: el NRP João Coutinho y el NRP Afonso Cerqueira, como consecuencia de la entrega del NRP Viana do Castelo y NRP Figueira da Foz.[1]

## Galería de imágenes

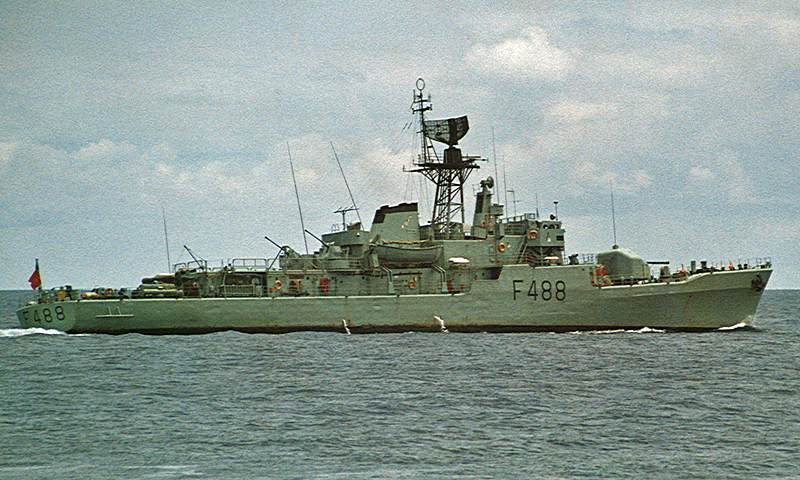
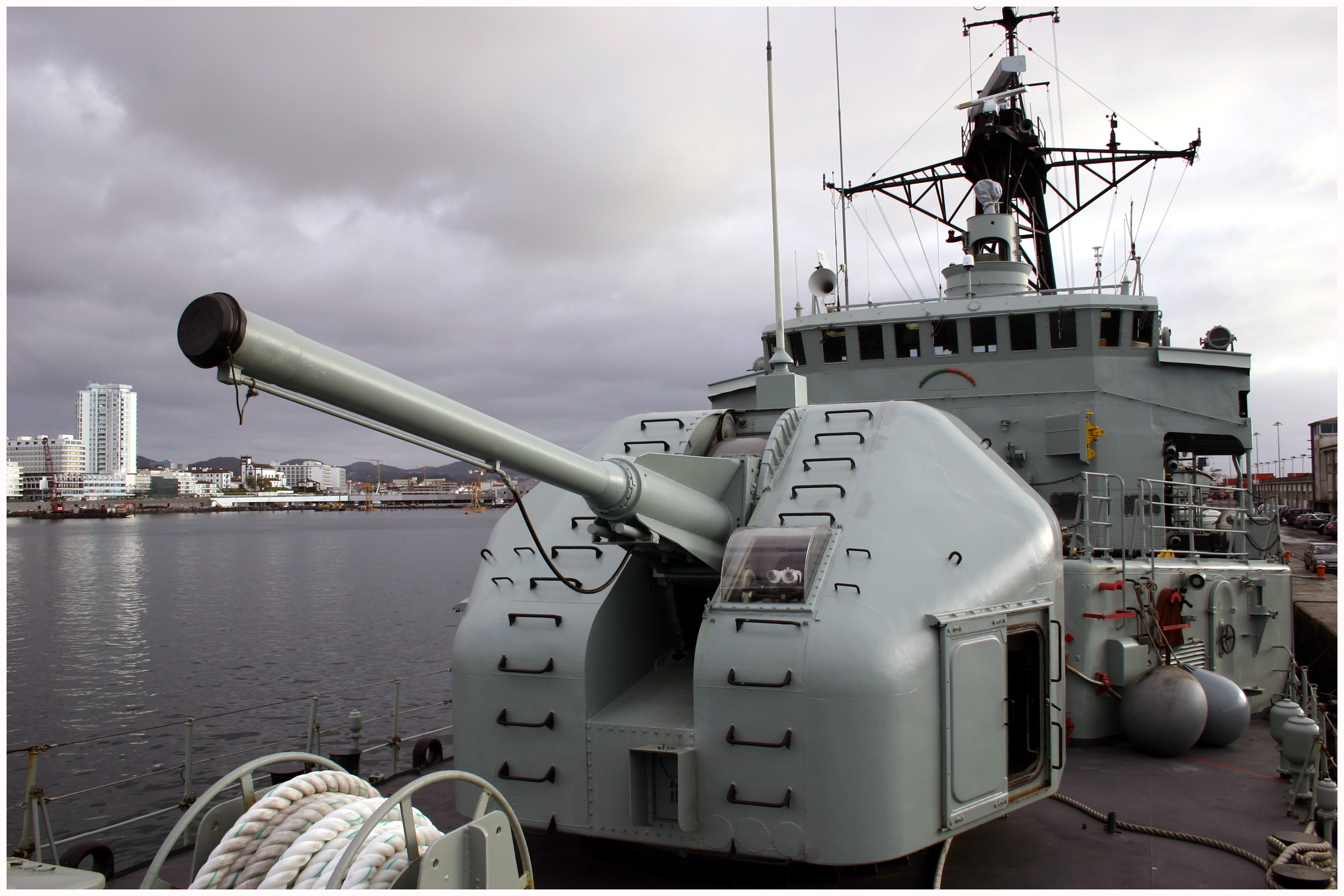
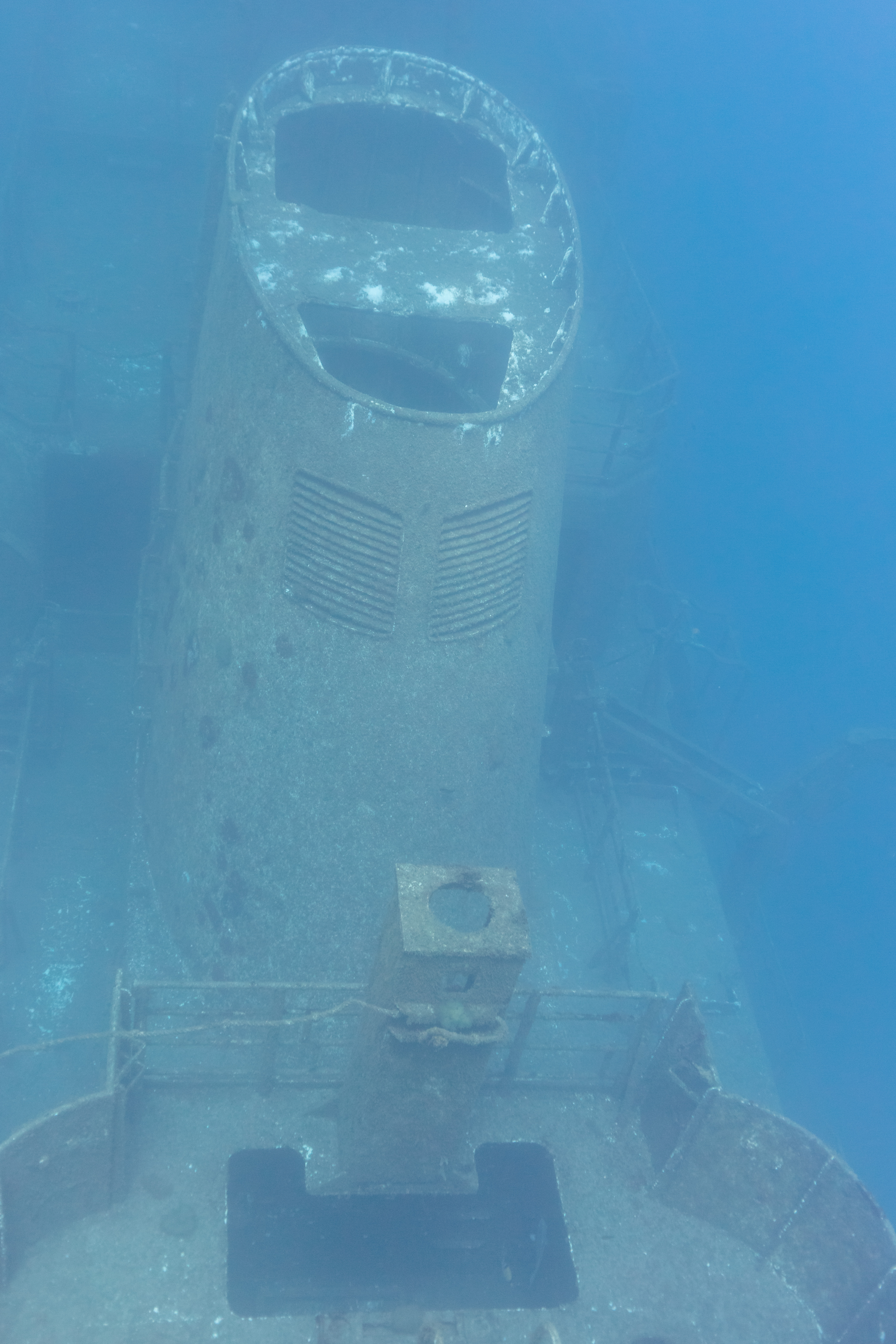
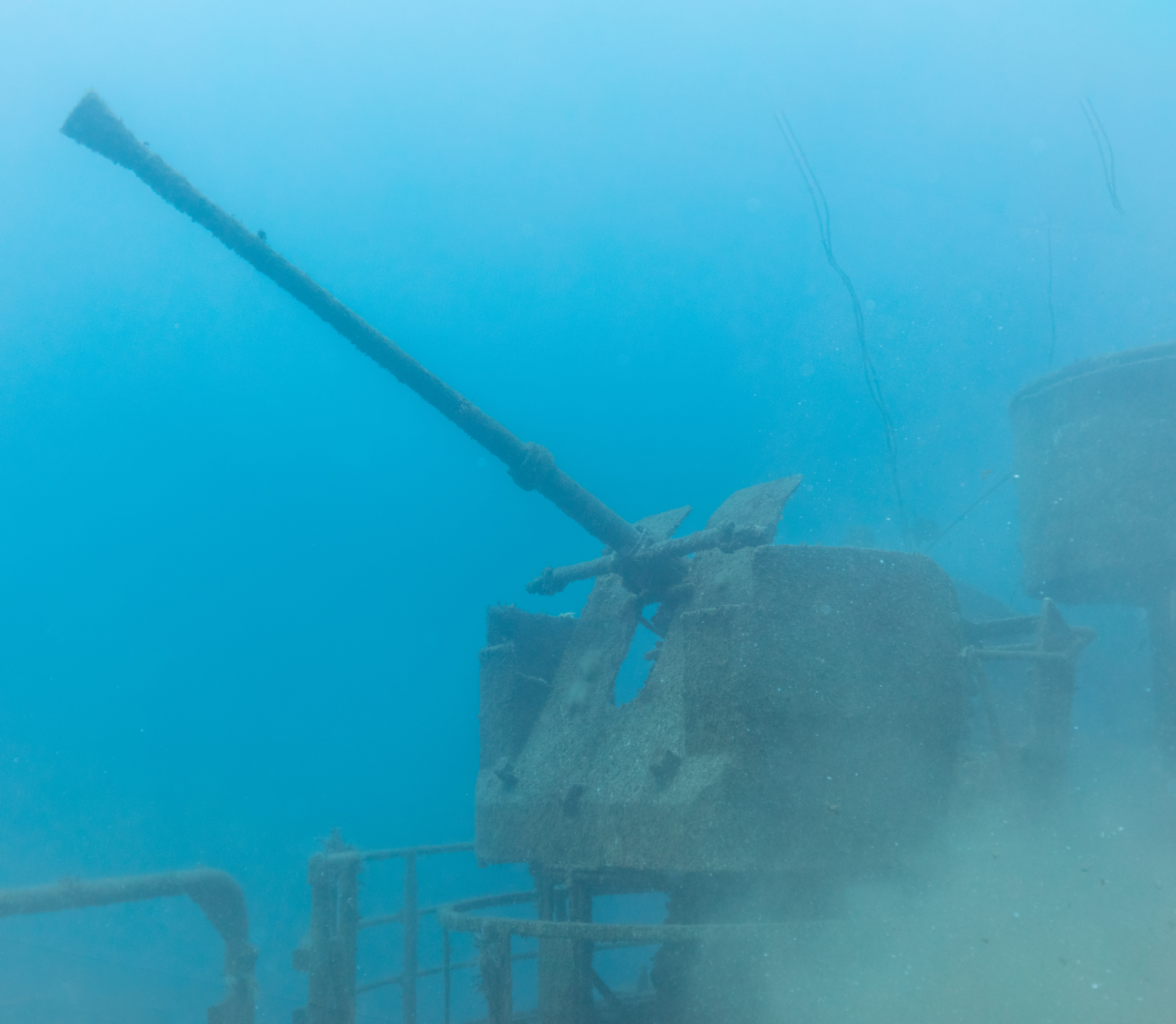
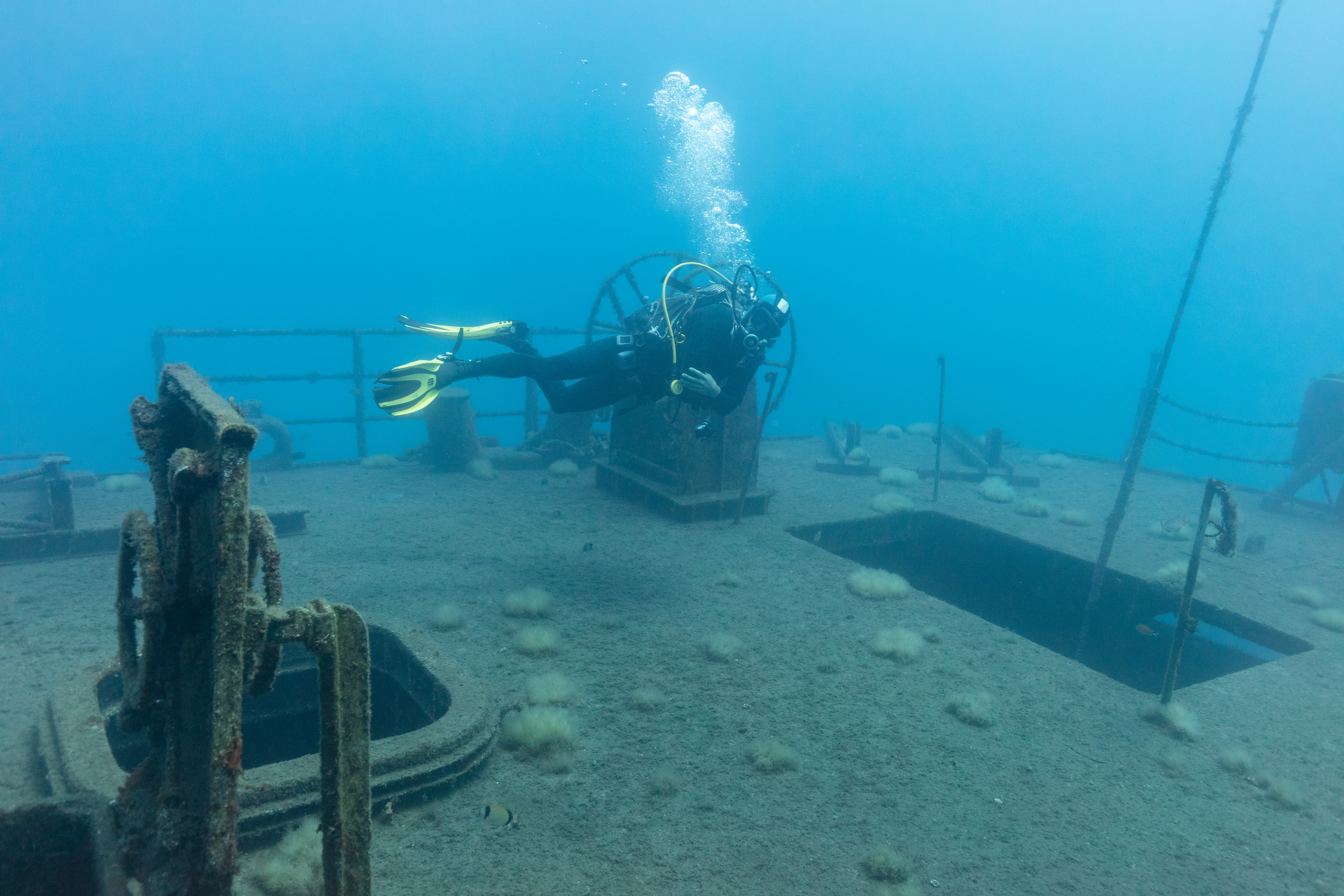
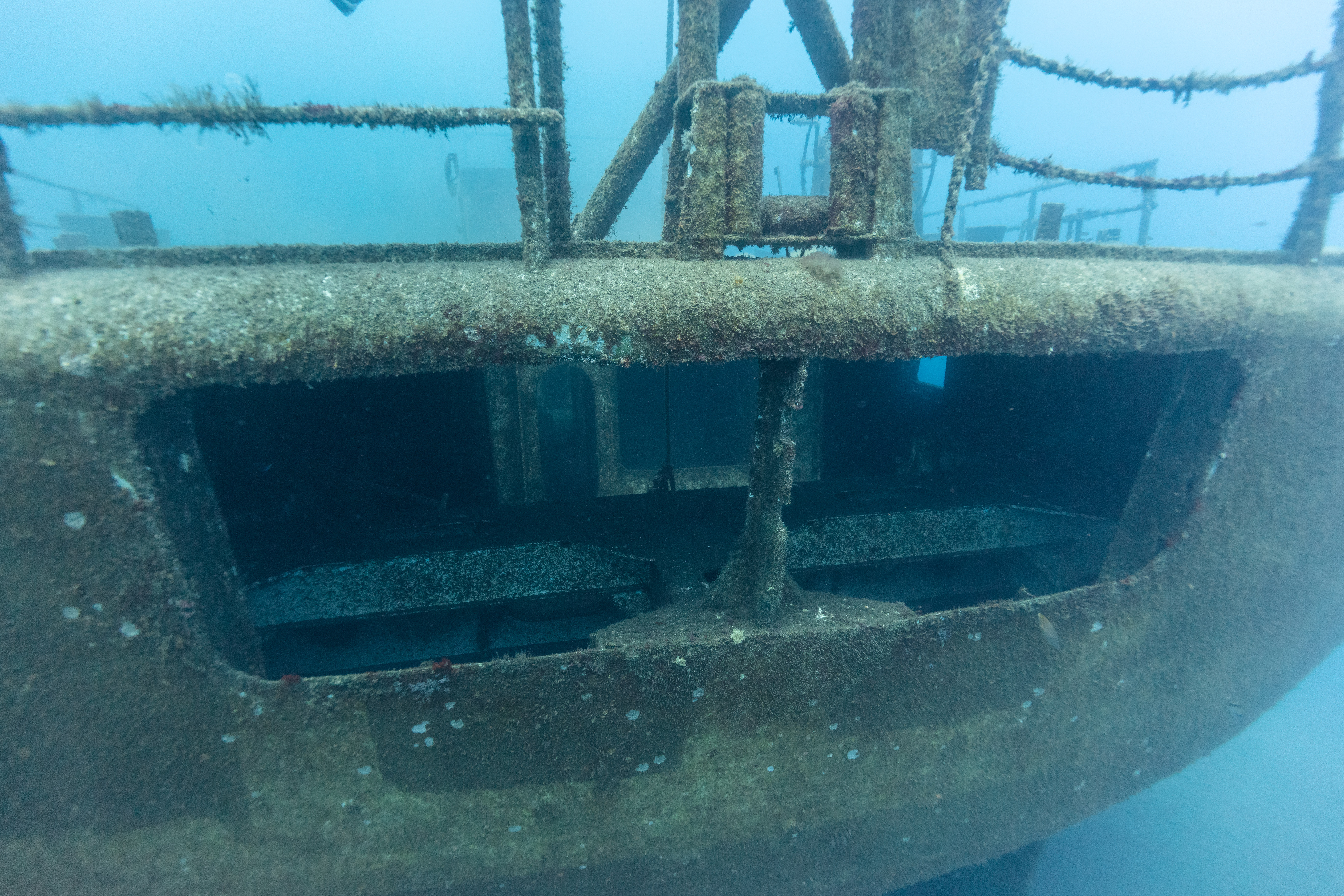
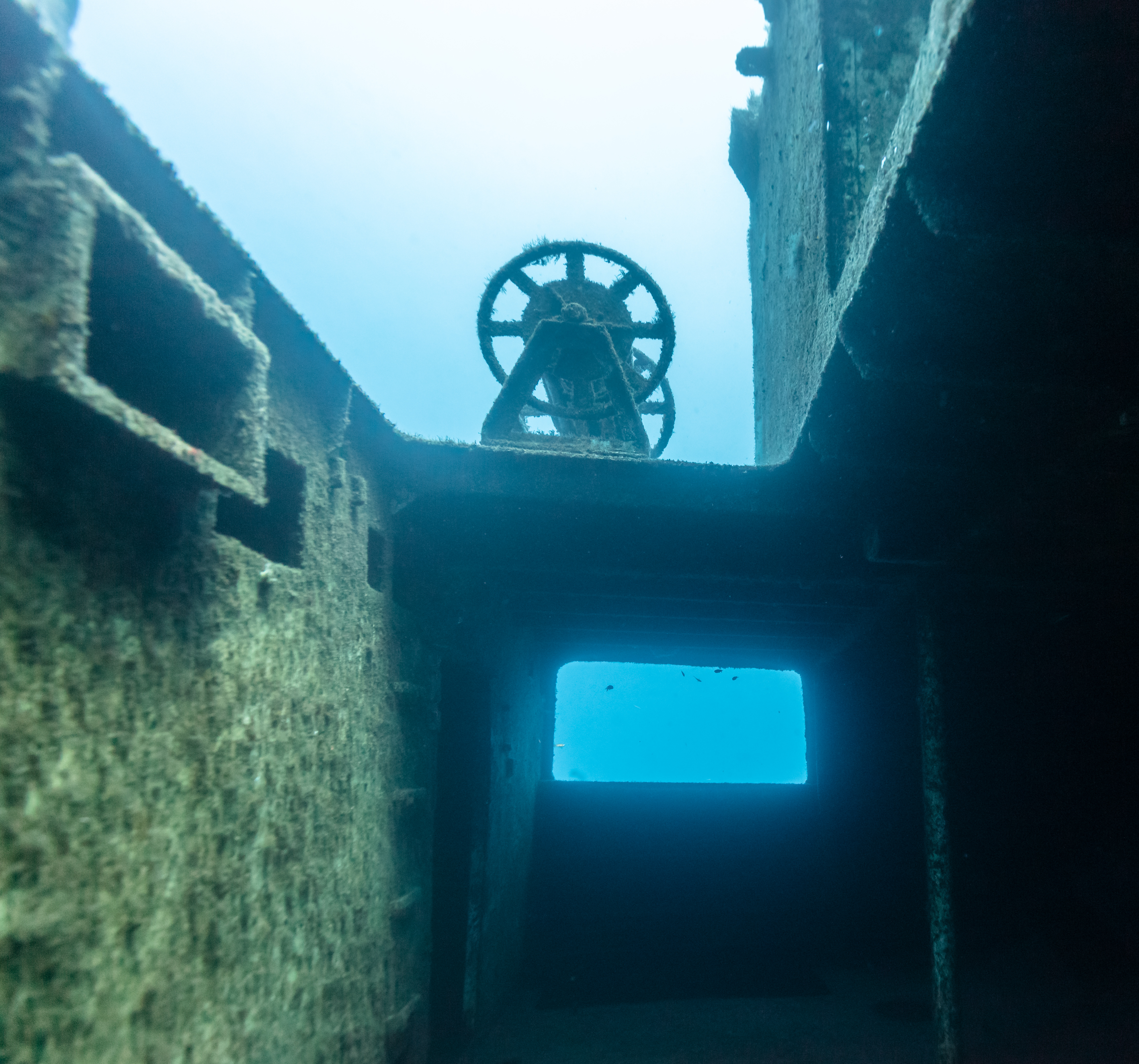
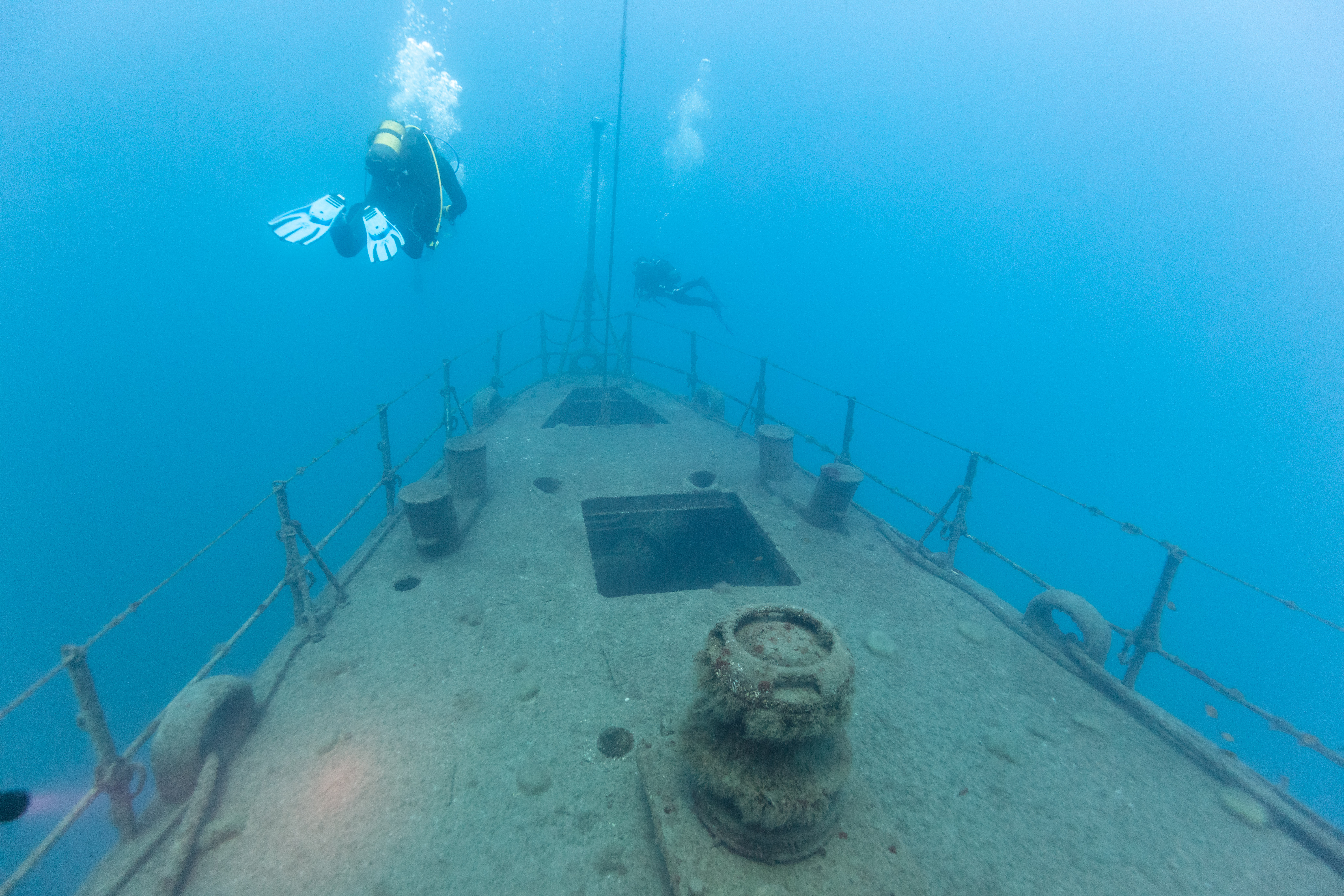
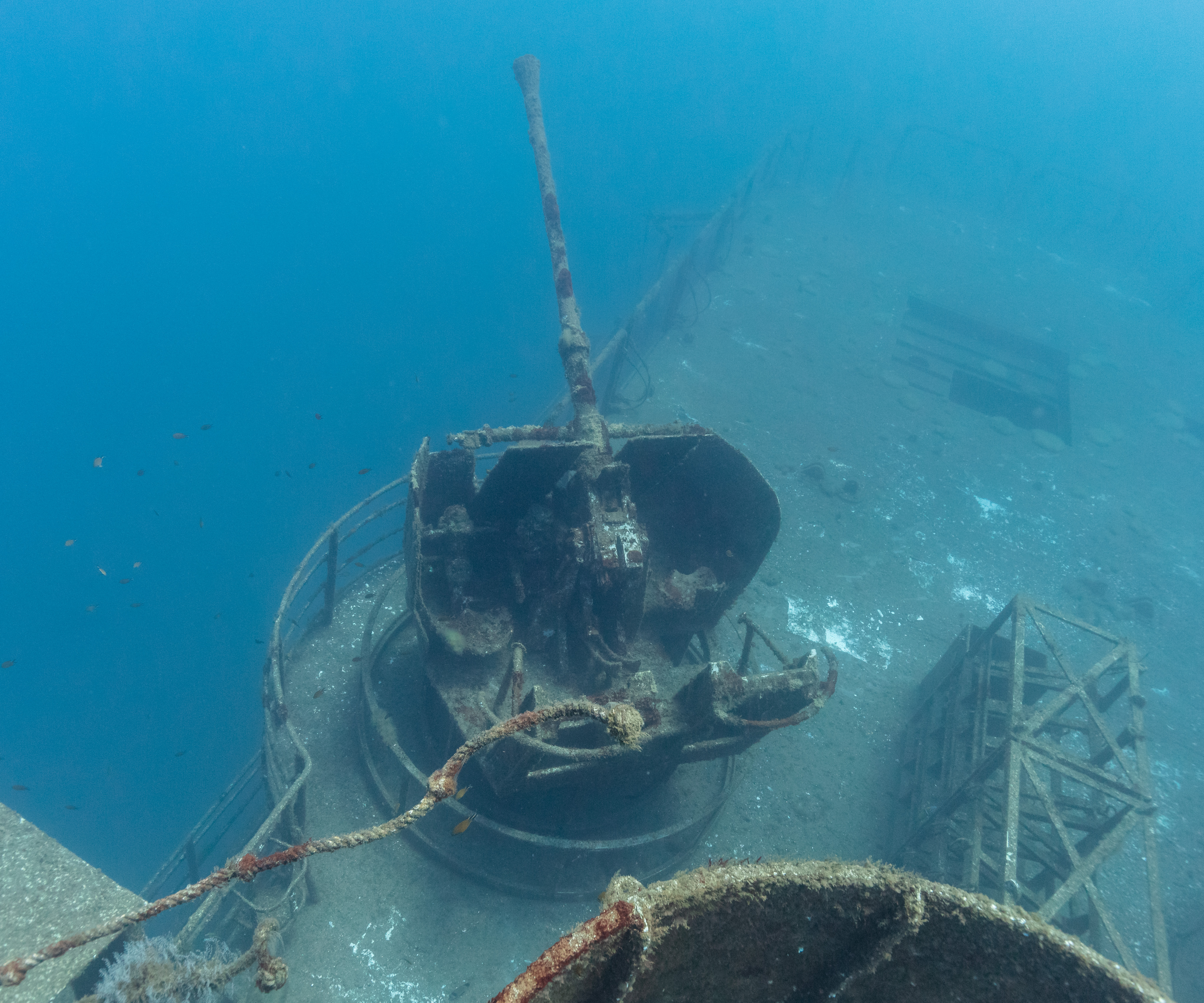